# 黄金跨線橋

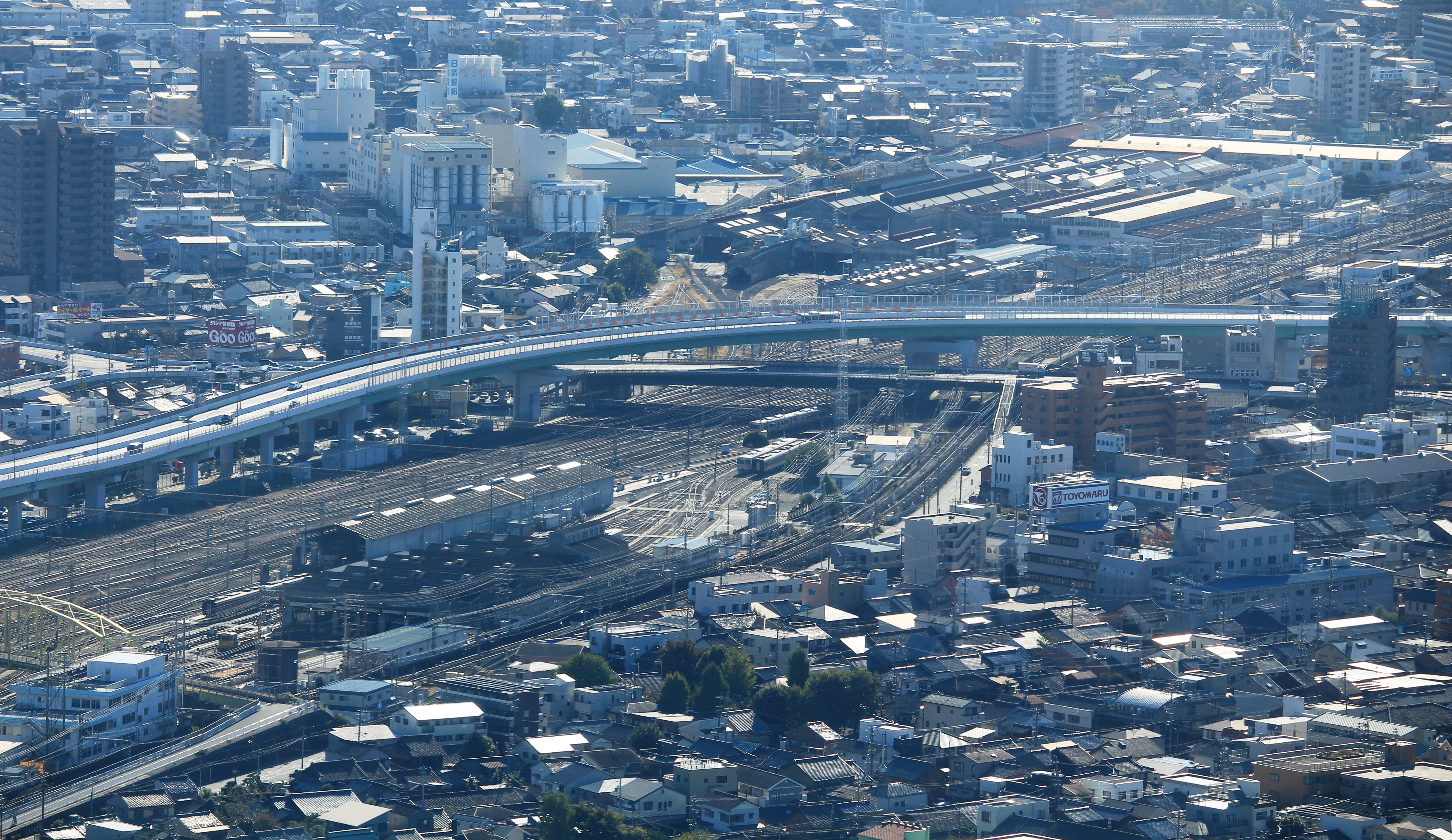
ミッドランドスクエアから望む黄金跨線橋（黄金陸橋、2015年11月）

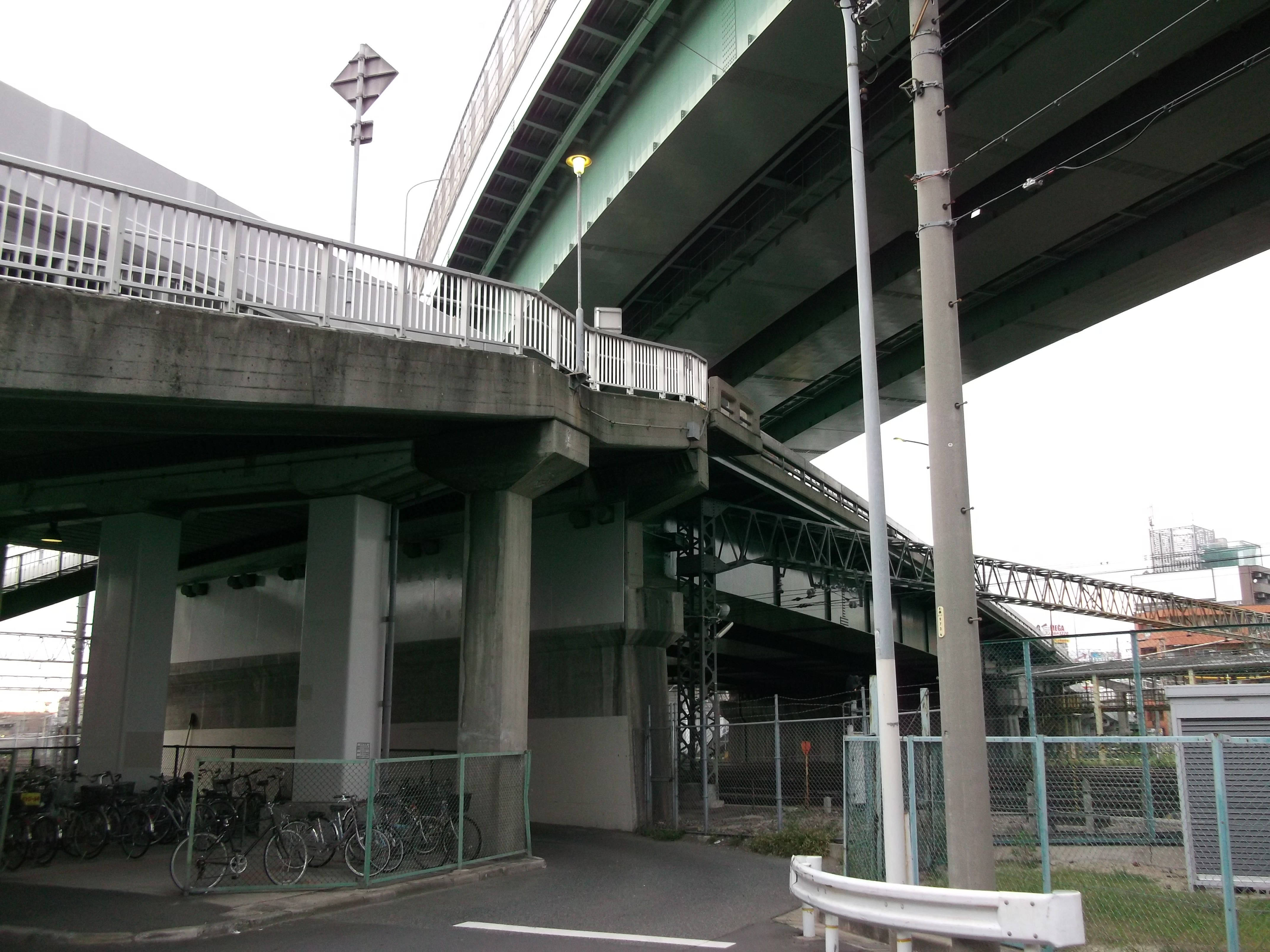
黄金跨線橋（2014年9月）

黄金跨線橋（こがねこせんきょう）は、名古屋市中川区と中村区の境界に架かる跨線橋。

## 概要
名古屋市道名古屋環状線と愛知県道115号津島七宝名古屋線と名古屋市道愛知名駅南線（大須通）が重複して通っている。近鉄名古屋線、JR関西本線およびこれに併設する名古屋車両区、名古屋臨海高速鉄道あおなみ線と各種引込み線をまたいでいる全長1,107mの橋梁である。この橋は、通称「黄金陸橋」（こがねりっきょう）とも呼ばれる。中村区側には黄金通（こがねどおり、かつての名称はおうごんどおり）という地名が存在する。

## 歴史
- 昭和30年代、この付近は前述の国鉄関西本線、近鉄名古屋線と当時あった笹島駅に関連する引込み線が並行しているため、一日当たりの遮断時間が9時間を越える開かずの踏切と化しており[3]、その解消が求められていた。
- 1962年（昭和37年）12月 ： 工事着工。
- 1966年（昭和41年）[2]3月[要出典] ：現在の跨線橋が開通[2]。
  - 開通後には名古屋市道名古屋環状線の重要なルートとして、多数の車両が通行するようになり、当時は中川区にはこれより西に線路と交差する主要な並行する道路が無く、慢性的な混雑がみられた。
- 1986年（昭和61年）10月27日 ： 陸橋付近に名古屋高速道路5号万場線黄金出入口開設[4]。
  - 名古屋駅に向かう高速バスなどがこの陸橋を使うようになり、夕方には渋滞が黄金出口付近から万場線本線上に延長することが現在でもたびたびある。そのため、2000年（平成12年）ごろからJR関西本線と近鉄名古屋線の高架化が推し進められ、2007年（平成19年）現在ではこの2線と立体交差する道路が多数存在する。